# جبريل رودريغيز
جبريل رودريغيز (بالإسبانية: Gabriel Rodríguez)‏ (5 فبراير 1989 ببوينس آيرس في الأرجنتين - ) هو لاعب كرة قدم أرجنتيني في مركز الهجوم. لعب مع أوداكس إيتاليانو وأوليمبياكوس فولو وبوكا جونيورز ونادي جامعة غوادالاخارا ونادي جل فيسنتي وديبورتيفو نوبلينس ‏ ونادي أتليتيكو ألدوسيفي.

## وصلات خارجية
- جبريل رودريغيز على موقع قاعدة بيانات كرة القدم.إي يو (الإنجليزية)
- جبريل رودريغيز على موقع Soccerway.com (الإنجليزية)
- جبريل رودريغيز على موقع AS.com (الإسبانية)